# Gele vlek

Het oog, met ingetekend een lichtstraal die precies op de gele vlek valt

De gele vlek of macula lutea is een gebied in het netvlies achter in het oog waarin zich grotendeels kegeltjes in de lichtgevoelige laag bevinden. Kegeltjes zijn de zintuigcellen waarmee het mogelijk is kleuren waar te nemen (er bestaan ook staafjes, lichtgevoelige cellen waarmee geen kleuren waargenomen kunnen worden).
De gele vlek bevindt zich in het netvlies rondom het punt waar de oogas het netvlies snijdt. Met de gele vlek neemt men het centrale gedeelte van het gezichtsveld waar, dat deel waar men de blik op richt. Daardoor kan men daarvan de kleinste details waarnemen. De gezichtsscherpte is het grootst in het midden hiervan – de fovea centralis: het punt bijna recht achter de ooglens – een gebied van slechts één vierkante millimeter in oppervlakte. De kegeltjes functioneren echter alleen als het niet te donker is.
Met name overdag, bij een voldoende grote lichtsterkte, is de gele vlek het gebied dat van het grootste belang is voor het waarnemen van fijne details. 's Nachts, bij een geringere lichtsterkte, zijn alleen de staafjes in staat licht waar te nemen. Het is op dat moment dan ook onmogelijk om scherp te zien: als de blik precies op een voorwerp wordt gericht, komen de lichtstralen in de gele vlek van het netvlies terecht. Aangezien zich hierin geen staafjes bevinden, zal men slechts wazig zien. Als de blik enigszins naast het voorwerp wordt gericht, vallen de lichtstralen net naast de gele vlek. Hier bevinden zich wel staafjes, zodat het dan wel mogelijk is meer details te zien. Als men 's nachts een zwakke ster optimaal wil waarnemen kan dat het best door er net naast te kijken.

## Maculapigmenten
In de macula bevinden zich maculapigmenten, met name xanthofyllen. Deze pigmenten geven de macula een donkergele kleur, waar ook de naam gele vlek vandaan komt. Ze bevinden zich met name in de axonen van de kegelreceptoren, in de laag van Henle in de foveola. Er zijn twee maculapigmenten: luteïne en zeaxanthine, welke bij de carotenoïdengroep behoren.

### Functie van de maculapigmenten
De maculapigmenten hebben een absorberende eigenschap ter bescherming van het retinale pigmentepitheel. Ze absorberen de kleur blauw en voorkomen daarmee dat te veel blauw en ultraviolet licht de lichtgevoelige fotoreceptoren in de zenuwvezellaag bereiken. Het maculapigment vangt blauw licht met een golflengte van 400-530 nm (kortgolvig), wat meer chromatische aberratie (lichtverstrooiing) vertoont. Doordat dit blauwe licht wordt opgevangen door de maculapigmenten komt er minder van deze lichtverstrooiing op het netvlies. Het visuele systeem is namelijk gevoeliger voor hoge en middengolven met een zo laag mogelijke chromatische aberratie in de korte golflengten. Bij maculadegeneratie is er sprake van een tekort aan dit pigment, waardoor deze patiënten ook meer last van strooilicht en fotofobie hebben.
Daarnaast kan het pigment schadelijke stoffen onschadelijk maken door zijn antioxidante eigenschappen.